# Tamburica
Tamburica je ljudsko brenkalo z 2 do 16 strunami, na katero se igra s trzalico. Glasbenik, ki igra na tamburico se imenuje tamburaš. Na Slovenskem je postala priljubljena na koncu 19. stoletja.

## Predstavniki družine tamburic
- Bisernica
- Brač
- Čelovič
- Čelo
- Bugarija
- Berda